# Fritillaria pontica
Fritillaria pontica là một loài thực vật có hoa trong họ Liliaceae. Loài này được Wahlenb. miêu tả khoa học đầu tiên năm 1826.